# Christia australasica
Christia australasica là một loài thực vật có hoa trong họ Đậu. Loài này được (Schindl.) Meeuwen miêu tả khoa học đầu tiên.